# يوهان سودركفيست
يوهان سودركفيست (بالسويدية: Johan Söderqvist) مواليد 11 فبراير 1966 في السويد، هو ملحن سويدي بدأ مسيرته الفنية عام 1991.

## المسيرة الفنية
ارتاد الكلية الملكية للموسيقى في ستوكهولم. لحن أول فيلم له في سنة 1991، ومنذ ذلك الحين لحن العديد من الأعمال السنمائية والتلفزيونية، بما في ذلك تسعة أفلام للمخرجة الدنماركية سوزان بيير.
تعاون مع الملحن الفائز بجائزة الأوسكار غوستافو سانتوللا في تلحين فيلم أشياء فقدناها في الحريق. كما لحن فيلم في عالم أفضل الفائز بجائزة الأوسكار لأفضل فيلم بلغة أجنبية. قام أيضا بتلحين لعبة باتلفيلد 1.

## وصلات خارجية
- الموقع الرسمي
- يوهان سودركفيست على موقع IMDb (الإنجليزية)
- يوهان سودركفيست على موقع ميتاكريتيك (الإنجليزية)
- يوهان سودركفيست على موقع روتن توميتوز (الإنجليزية)
- يوهان سودركفيست على موقع ألو سيني (الفرنسية)
- يوهان سودركفيست على موقع ميوزك برينز (الإنجليزية)
- يوهان سودركفيست على موقع تيرنر كلاسيك موفيز (الإنجليزية)
- يوهان سودركفيست على موقع أول موفي (الإنجليزية)
- يوهان سودركفيست على موقع قاعدة بيانات الأفلام السويدية (السويدية)
- يوهان سودركفيست على موقع أول ميوزيك (الإنجليزية)
- يوهان سودركفيست على موقع ديسكوغز (الإنجليزية)